# Initiative populaire « pour une représentation équitable des femmes dans les autorités fédérales »
L'initiative populaire « pour une représentation équitable des femmes dans les autorités fédérales » dite « initiative du 3 mars », est une initiative populaire suisse, rejetée par le peuple et les cantons le 12 mars 2000.

## Contenu
L'initiative propose de modifier plusieurs articles de la Constitution fédérale pour définir une obligation d'équilibre dans la répartition entre les hommes et les femmes dans les institutions politiques en général et « notamment au Conseil national, au Conseil des États, au Conseil fédéral et au Tribunal fédéral » dans les cinq ans suivants la votation.
Le texte complet de l'initiative peut être consulté sur le site de la Chancellerie fédérale.

## Déroulement

### Contexte historique
Depuis le 7 février 1971 et l'approbation en votation du suffrage féminin, le pourcentage de femmes au Conseil national est allé en augmentant de 2,5 % en moyenne par élection, passant de 5 % en 1971 à 22,5 % en 1995. Ce pourcentage est cependant inégalement réparti entre les partis et entre les cantons. Pendant la même période, le nombre de candidates pour les élections fédérales a passé d'un sixième à un tiers. Le sujet de la représentation féminine est abordé dans deux initiatives précédentes qui n'ont pas réuni le nombre nécessaire de signatures ; la première est intitulée « Femmes et hommes » et lancé par le Parti du Travail en 1990 pour fixer une proportion maximale de 60 % d'un sexe pour l'ensemble des autorités fédérales, cantonales et communales, alors que la seconde, intitulée « Conseil national 2000 » et lancée en 1991, ne concernait que le Conseil national où une parité devait être observée.
Cette initiative est lancée à la suite de l'élection au Conseil fédéral du 3 mars 1993 pendant laquelle l'Assemblée élit le socialiste Francis Matthey à la place de Christiane Brunner, pourtant candidate officielle du parti. À la suite de nombreuses manifestations et actions de protestation, Francis Matthey renonce à son élection le 10 mars et est remplacé au Conseil fédéral par Ruth Dreifuss.
Les initiants insistent sur le fait que les femmes, qui forment plus de la moitié de la population suisse, ne représentent que 20 % des élus dans les institutions politiques. Ils mettent également en avant que les femmes ont statistiquement moins de chance d'être élues que les hommes alors même que l'égalité des chances est garantie par la Constitution.

### Récolte des signatures et dépôt de l'initiative
La récolte des 100 000 signatures nécessaires débute le 21 septembre 1993. Le 21 mars 1995, l'initiative est déposée à la Chancellerie fédérale, qui constate son aboutissement le 11 mai.

### Discussions et recommandations des autorités
Le parlement et le Conseil fédéral recommandent tous deux le rejet de cette initiative. Dans son message aux Chambres fédérales, le Conseil fédéral estime que les propositions faites par l'initiative « ne représentent pas le bon moyen d'atteindre une représentation équitable des femmes en politique » en restreignant excessivement la liberté de vote, un candidat pouvant être élu alors qu'il a obtenu moins de voix que l'un de ses opposants. Il incombe, selon le gouvernement, aux partis politiques
d'assurer que les femmes soient équitablement représentées sur les listes électorales.
Les recommandations de vote des partis politiques sont les suivantes : 
| Parti politique              | Recommandation |
| ---------------------------- | -------------- |
| Démocrates suisses           | non            |
| Parti chrétien-social        | oui            |
| Parti démocrate-chrétien     | non            |
| Parti évangélique            | non            |
| Parti libéral                | non            |
| Parti de la liberté          | non            |
| Parti radical-démocratique   | non            |
| Parti socialiste             | oui            |
| Parti suisse du travail      | oui            |
| Union démocratique du centre | non            |
| Union démocratique fédérale  | non            |
| Les Verts                    | oui            |

### Votation
Soumise à la votation le 12 mars 2000, l'initiative est refusée par la totalité des 20 6/2 cantons et par 82,0 % des suffrages exprimés. Le tableau ci-dessous détaille les résultats par canton pour ce vote :